# Kammergrab von Bealachnancorr

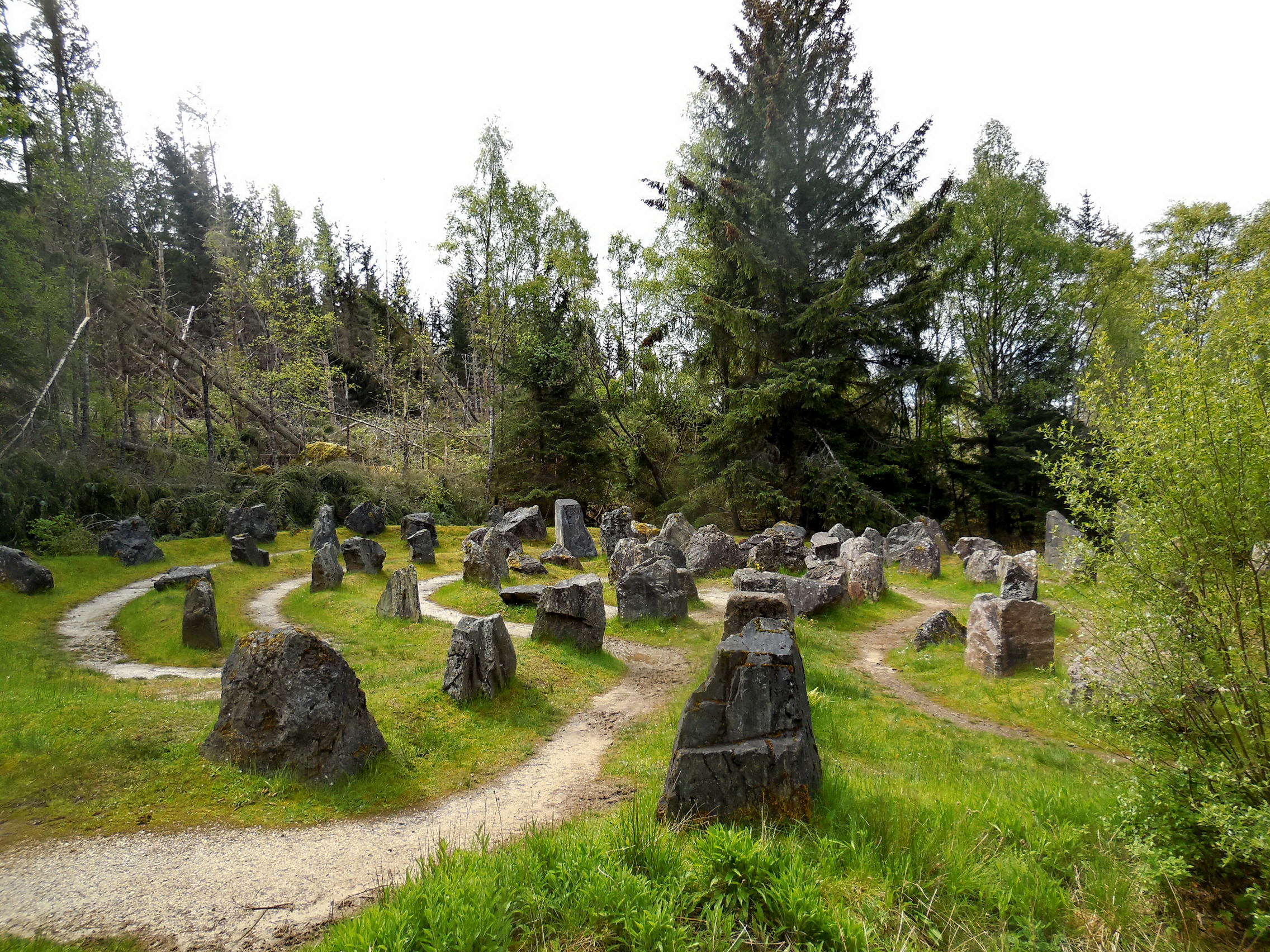
Touch stone maze, nördlich des Kammergrabs

Das Kammergrab von Bealachnancorr (auch Ballachnecore, Bealach nan Core oder Clachan Corrach genannt) liegt im Wald in der Nähe des westlichen Endes eines Sporns des 269 m hohen Cnoc Mor, südöstlich von Strathpeffer in den Highlands in Schottland.
Vier Orthostaten scheinen eine polygonale Kammer zu definieren, die etwa 4,2 m lang und 2,7 m breit ist, während ein Paar niedriger Pfosten, drei niedrige Seitenplatten und ein Portalsteinpaar einen 3,75 m langen 1,05 bis 1,35 m breiten Gang markieren von dem ein Sturz mehr oder weniger in Position ist. Der Cairn des Kammergrab Chambered Cairn vom Typ Orkney-Cromarty (OC) wurde bis auf Spuren in der Kammer vollständig abgeräumt. Die Funktion zweier Steine außerhalb der Konstruktion kann nicht bestimmt werden.
In der Nähe liegen das eisenzeitliche Fort von Knockfarrel oder Knockfarril und im Blackmuir Wood das moderne Touch Stone Maze. Dessen 81 Steine sind in fünf konzentrischen Kreisen angeordnet, die auf der Gestaltung prähistorischer Labyrinthe basieren. Die Steine stammen aus verschiedenen Regionen Schottlands und sollen die komplexe schottische Geografie und Geologie verdeutlichen.